# Віктор Томас
Віктор Томас  (ісп. Víctor Tomás, 15 лютого 1985) — іспанський гандболіст, олімпійський медаліст.

## Виступи на Олімпіадах
| Олімпіада  | Дисципліна | Місце |
| ---------- | ---------- | ----- |
| Пекін 2008 | гандбол    | 3     |